# Padus capollin
Padus capollin là loài thực vật có hoa trong họ Hoa hồng. Loài này được (Ser. ex DC.) C.K. Schneid. mô tả khoa học đầu tiên năm 1906.